# Francisco de São Luís Saraiva
Pour les articles homonymes, voir Saraiva.
Francisco de São Luís Saraiva (né Francisco Manuel Justiniano Saraiva le 26 janvier 1766 à Ponte de Lima au Portugal, et mort le 7 mai 1845 à Lisbonne) est un cardinal portugais du XIXe siècle. 

## Biographie
Saraiva est élu évêque titulaire de Dura (de) et évêque coadjuteur de Coimbra en 1822. Il est membre des Cortes et président en 1826 et 1834. En 1834-1835, il est ministre du gouvernement de Palmela. Il est nommé patriarche de Lisbonne en 1840 par le gouvernement du Portugal.
Le pape Grégoire XVI le crée cardinal lors du consistoire du 19 juin 1843. Le cardinal Saraiva ne reçut jamais son titre.

## Source
- The Cardinals of the Holy Roman Church - Biographical Dictionary - Consistory of June 19, 1843